# Journal of Applied Electrochemistry
Das Journal of Applied Electrochemistry (abgekürzt J. Appl. Electrochem.) ist eine wissenschaftliche Fachzeitschrift, die monatlich im Peer-Review-Verfahren bei Springer Science+Business Media erscheint. Die Zeitschrift behandelt Themen aus dem Bereich der Elektrochemie und erschien erstmals 1971. Veröffentlicht werden unter anderem Beiträge zu Brennstoffzellen, Superkondensatoren, Solarzellen, elektrochemischer Reaktionstechnik und Sensoren. Der Impact Factor der Zeitschrift lag 2024 bei 3,0. Chefredakteurin ist Gerardine G. Botte von der Texas Tech University.